# Massif de Ganekogorta

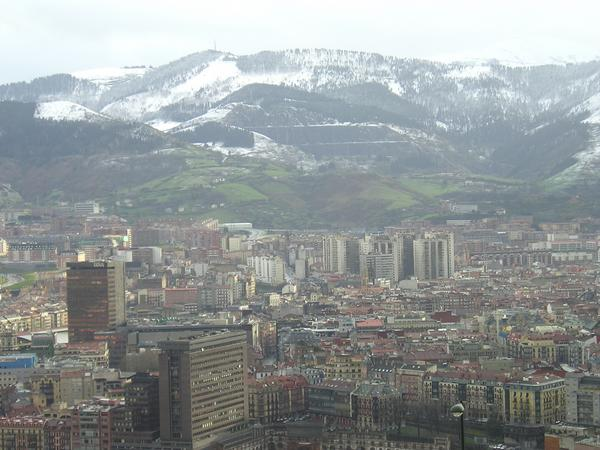
Le massif de Ganekogorta depuis Artxanda.

Le massif de Ganekogorta est situé à la limite de l'Alava et de la Biscaye dans la chaîne de montagnes des Montagnes basques.
Ses sommets les plus hauts sont le Ganekogorta (999 m), l'Arrabatxu (987 m) et le Pagero (963 m).

## Sommets
- Ganekogorta, 999 m 43° 12′ 08″ nord, 2° 58′ 46″ ouest (Biscaye)
- Arrabatxu, 984 m 43° 12′ 02″ nord, 2° 58′ 57″ ouest (Alava et Biscaye)
- Pagero, 963 m 43° 12′ 01″ nord, 2° 59′ 26″ ouest (Alava et Biscaye)
- Gallarraga, 901 m 43° 11′ 48″ nord, 3° 00′ 27″ ouest (Alava et Biscaye)
- Biderdi, 877 m 43° 12′ 20″ nord, 2° 57′ 49″ ouest (Biscaye)
- Kamaraka, 797 m 43° 10′ 31″ nord, 2° 57′ 39″ ouest (Alava et Biscaye)
- Mugarriluze, 735 m 43° 10′ 21″ nord, 2° 57′ 17″ ouest (Alava et Biscaye)
- Kiputxeta, 727 m 43° 11′ 25″ nord, 3° 00′ 31″ ouest (Alava)
- Gazteluzar, 717 m 43° 11′ 11″ nord, 2° 58′ 24″ ouest (Alava et Biscaye)
- Goikogana, 702 m 43° 10′ 14″ nord, 2° 56′ 50″ ouest (Alava et Biscaye)
- Ganeta, 685 m 43° 13′ 18″ nord, 2° 56′ 53″ ouest (Biscaye)
- Lapurzulogana, 677 m 43° 13′ 02″ nord, 2° 57′ 01″ ouest (Biscaye)
- Pagasarri, 676 m 43° 13′ 03″ nord, 2° 56′ 40″ ouest (Biscaye)
- Aguilatos, 667 m 43° 12′ 26″ nord, 3° 01′ 14″ ouest (Alava)
- Gongeda, 666 m 43° 12′ 50″ nord, 2° 59′ 34″ ouest (Biscaye)
- Pagoeta, 637 m 43° 10′ 59″ nord, 3° 00′ 43″ ouest (Alava)
- Ganekondo, 627 m 43° 12′ 51″ nord, 2° 57′ 15″ ouest (Biscaye)
- Zamaia, 616 m 43° 13′ 03″ nord, 2° 59′ 27″ ouest (Biscaye)
- Pastorekortaburu, 591 m 43° 12′ 42″ nord, 2° 55′ 31″ ouest (Biscaye)
- Artepeta, 587 m 43° 12′ 15″ nord, 2° 56′ 54″ ouest (Biscaye)
- Erreztaleku, 586 m 43° 13′ 51″ nord, 2° 57′ 42″ ouest (Biscaye)
- Miñaur, 526 m 43° 11′ 10″ nord, 3° 01′ 17″ ouest (Biscaye)
- Kamarika, 515 m 43° 11′ 14″ nord, 3° 01′ 28″ ouest (Biscaye)
- Pilipaondo, 514 m 43° 12′ 55″ nord, 2° 58′ 52″ ouest (Biscaye)
- Aranzuri, 510 m 43° 13′ 54″ nord, 2° 57′ 59″ ouest (Biscaye)
- Urtun Zelai, 505 m 43° 12′ 01″ nord, 2° 56′ 35″ ouest (Biscaye)
- Alpitsu, 499 m 43° 09′ 26″ nord, 2° 56′ 59″ ouest (Alava et Biscaye)
- Gangoiti, 494 m 43° 13′ 47″ nord, 2° 56′ 44″ ouest (Biscaye)
- Koskorra, 494 m 43° 13′ 00″ nord, 2° 57′ 54″ ouest (Biscaye)
- Otsoerreta, 486 m 43° 09′ 34″ nord, 2° 57′ 14″ ouest (Alava et Biscaye)
- Lizaso, 479 m 43° 11′ 23″ nord, 3° 01′ 49″ ouest (Biscaye)
- Larrazelai, 478 m 43° 13′ 05″ nord, 2° 58′ 51″ ouest (Biscaye)
- Ebitxe, 477 m 43° 13′ 04″ nord, 2° 57′ 36″ ouest (Biscaye)
- Larrako, 474 m 43° 12′ 56″ nord, 2° 55′ 33″ ouest (Biscaye)
- Orbe, 462 m 43° 10′ 18″ nord, 3° 00′ 49″ ouest (Alava)
- Tontorra, 442 m 43° 13′ 24″ nord, 2° 58′ 44″ ouest (Biscaye)
- Arnotegi, 426 m 43° 14′ 03″ nord, 2° 56′ 05″ ouest (Biscaye)
- Azpioleta, 425 m 43° 13′ 18″ nord, 2° 58′ 36″ ouest (Biscaye)
- Arraiz, 361 m 43° 14′ 31″ nord, 2° 57′ 50″ ouest (Biscaye)
- Malmasin, 360 m 43° 13′ 39″ nord, 2° 54′ 10″ ouest (Biscaye)
- Asundi, 359 m 43° 14′ 14″ nord, 2° 57′ 28″ ouest (Biscaye)
- Arraiz Central, 352 m 43° 14′ 36″ nord, 2° 57′ 43″ ouest (Biscaye)
- Arraiz Norte, 345 m 43° 14′ 56″ nord, 2° 57′ 40″ ouest (Biscaye)
- Uskorta, 322 m 43° 13′ 35″ nord, 2° 56′ 04″ ouest (Biscaye)
- Antsola, 305 m 43° 13′ 11″ nord, 2° 55′ 33″ ouest (Biscaye)
- Erdiko Atxa, 273 m 43° 13′ 23″ nord, 2° 55′ 47″ ouest (Biscaye)
- Parada, 259 m 43° 14′ 20″ nord, 2° 58′ 39″ ouest (Biscaye)
- Gaztelu, 250 m 43° 14′ 13″ nord, 2° 54′ 13″ ouest (Biscaye)